# Choanephoraceae
Choanephoraceae är en familj av svampar. Enligt Catalogue of Life ingår Choanephoraceae i ordningen Mucorales, divisionen oksvampar och riket svampar, men enligt Dyntaxa är tillhörigheten istället ordningen Mucorales, klassen Zygomycetes, divisionen oksvampar och riket svampar.
|                 | Umbelopsidaceae |
|                 | |
|                 | Syncephalastraceae                                                                                                  |
|                 | |
|                 | Radiomycetaceae |
|                 | |
|                 | Pilobolaceae |
|                 | |
|                 | Phycomycetaceae |
|                 | |
|                 | Mycotyphaceae |
|                 | |
|                 | Mucoraceae |
|                 | |
|                 | Cunninghamellaceae                                                                                                  |
|                 | |
| Choanephoraceae | \| \| Gilbertella \| \| \| \| \| \| Choanephora \| \| \| \| \| \| Blakeslea \| \| \| \| \| \| Poitrasia \| \| \| \| |
|                 | \| \| Gilbertella \| \| \| \| \| \| Choanephora \| \| \| \| \| \| Blakeslea \| \| \| \| \| \| Poitrasia \| \| \| \| |
|                 | Lichtheimiaceae |
|                 | |
|                 | Mycocladaceae |
|                 | |
|                 | Lentamyces |
|                 | |
|                 | Siepmannia |
|                 | |
|                 | Gilbertella |
|                 | |
|                 | Choanephora |
|                 | |
|                 | Blakeslea |
|                 | |
|                 | Poitrasia |
|                 | |

|  | Gilbertella |
|  |             |
|  | Choanephora |
|  |             |
|  | Blakeslea   |
|  |             |
|  | Poitrasia   |
|  |             |

## Källor

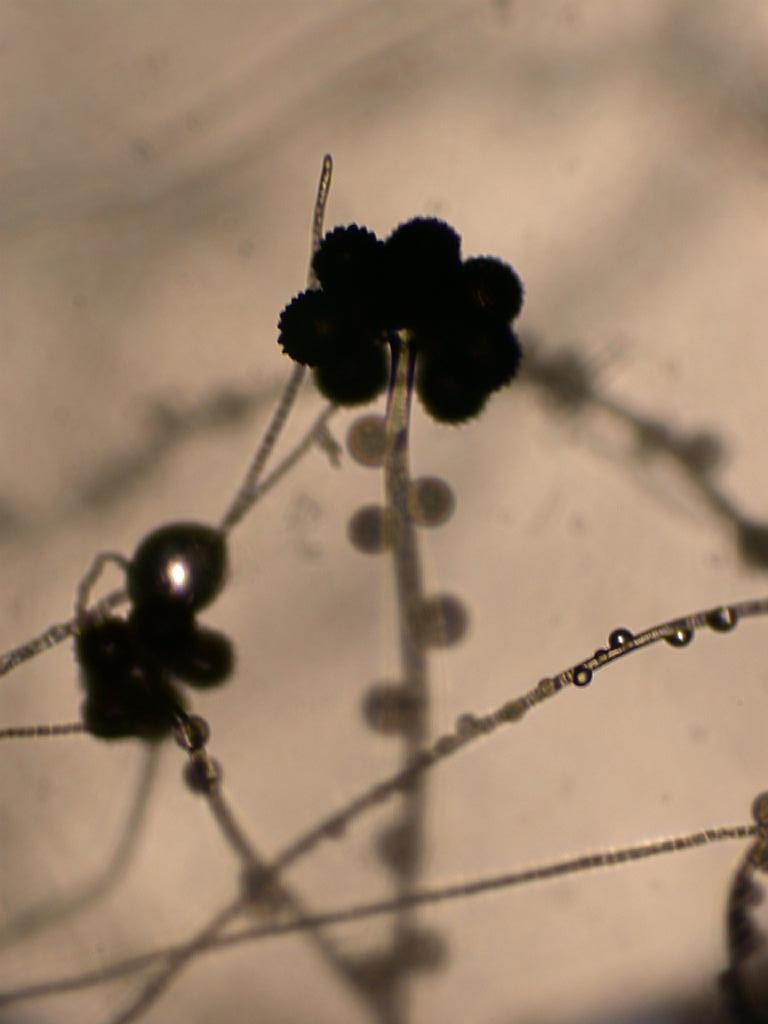
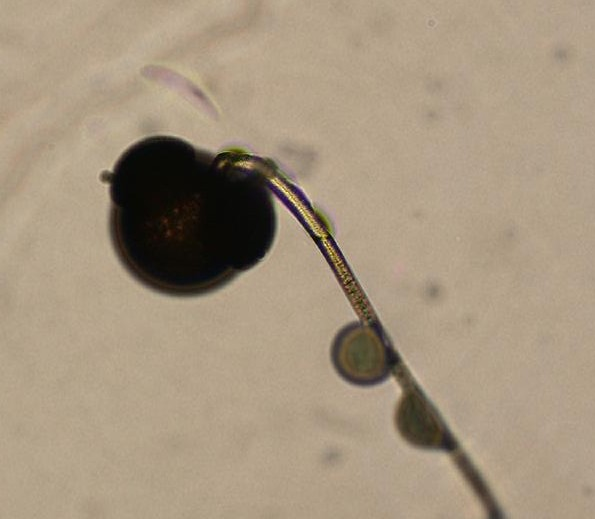